# Flat Rock (Ohio)
Flat Rock es un lugar designado por el censo ubicado en el condado de Seneca en el estado estadounidense de Ohio. En el Censo de 2010 tenía una población de 233 habitantes y una densidad poblacional de 430,44 personas por km².

## Geografía
Flat Rock se encuentra ubicado en las coordenadas 41°14′8″N 82°51′33″O / 41.23556, -82.85917. Según la Oficina del Censo de los Estados Unidos, Flat Rock tiene una superficie total de 0.54 km², de la cual 0.54 km² corresponden a tierra firme y (0%) 0 km² es agua.

## Demografía
Según el censo de 2010, había 233 personas residiendo en Flat Rock. La densidad de población era de 430,44 hab./km². De los 233 habitantes, Flat Rock estaba compuesto por el 97.85% blancos, el 1.29% eran afroamericanos, el 0.43% eran amerindios, el 0% eran asiáticos, el 0% eran isleños del Pacífico, el 0% eran de otras razas y el 0.43% pertenecían a dos o más razas. Del total de la población el 2.15% eran hispanos o latinos de cualquier raza.